# Marathon féminin aux Jeux olympiques d'été de 2012
Navigation
Pékin 2008 Rio 2016
L'épreuve du marathon féminin aux Jeux olympiques de 2012 a eu lieu le 5 août dans les rues de Londres, au Royaume-Uni.
Les limites de qualifications sont de 2 h 37 min 00 pour la limite A et de 2 h 43 min 00 pour la limite B.

## Programme
Tous les temps correspondent à l'UTC+1
| Date                 | Horaire | Manche |
| -------------------- | ------- | ------ |
| Dimanche 5 août 2012 | 11 h 00 | Finale |

## Parcours
- Big Ben
- Cathédrale Saint Paul de Londres
- The Mall (départ et arrivée)
- Tour de Londres

## Records
Avant cette compétition, les records dans cette discipline étaient les suivants :
| Record du monde  | 2 h 15 min 25 | Paula Radcliffe | Royaume-Uni | 13 avril 2003    | Londres |
| Record olympique | 2 h 23 min 14 | Naoko Takahashi | Japon       | 9 septembre 2000 | Sydney  |

## Médaillées
| Or          | Argent         | Bronze                    |
| Tiki Gelana | Priscah Jeptoo | Tatyana Petrova Arkhipova |

## Résultats
| Place              | Athlète                    | Nationalité        | Temps           | Notes |
| ------------------ | -------------------------- | ------------------ | --------------- | ----- |
| Médaille d'or      | Tiki Gelana                | Éthiopie           | 2 h 23 min 07 s | OR    |
| Médaille d'argent  | Priscah Jeptoo             | Kenya              | 2 h 23 min 12 s |       |
| Médaille de bronze | Tatyana Petrova Arkhipova  | Russie             | 2 h 23 min 29 s | PB    |
| 4                  | Mary Keitany               | Kenya              | 2 h 23 min 56 s |       |
| 5                  | Tetyana Gamera-Shmyrko     | Ukraine            | 2 h 24 min 32 s | NR    |
| 6                  | Zhu Xiaolin                | Chine              | 2 h 24 min 48 s |       |
| 7                  | Jéssica Augusto            | Portugal           | 2 h 25 min 11 s |       |
| 8                  | Valeria Straneo            | Italie             | 2 h 25 min 27 s |       |
| 9                  | Albina Mayorova            | Russie             | 2 h 25 min 38 s |       |
| 10                 | Shalane Flanagan           | États-Unis         | 2 h 25 min 51 s |       |
| 11                 | Kara Goucher               | États-Unis         | 2 h 26 min 07 s |       |
| 12                 | Helalia Johannes           | Namibie            | 2 h 26 min 09 s | NR    |
| 13                 | Marisa Barros              | Portugal           | 2 h 26 min 13 s |       |
| 14                 | Irina Mikitenko            | Allemagne          | 2 h 26 min 44 s |       |
| 15                 | Kimberley Smith            | Nouvelle-Zélande   | 2 h 26 min 59 s |       |
| 16                 | Ryōko Kizaki               | Japon              | 2 h 27 min 16 s |       |
| 17                 | Lisa Jane Weightman        | Australie          | 2 h 27 min 32 s | PB    |
| 18                 | Isabellah Andersson        | Suède              | 2 h 27 min 36 s |       |
| 19                 | Yoshimi Ozaki              | Japon              | 2 h 27 min 43 s |       |
| 20                 | Edna Kiplagat              | Kenya              | 2 h 27 min 52 s |       |
| 21                 | Ana Dulce Félix            | Portugal           | 2 h 28 min 12 s |       |
| 22                 | Wang Xueqin                | Chine              | 2 h 28 min 21 s |       |
| 23                 | Mare Dibaba                | Éthiopie           | 2 h 28 min 48 s |       |
| 24                 | Hilda Kibet                | Pays-Bas           | 2 h 28 min 52 s |       |
| 25                 | Inés Melchor               | Pérou              | 2 h 28 min 54 s | NR    |
| 26                 | Alessandra Aguilar         | Espagne            | 2 h 29 min 19 s |       |
| 27                 | Rasa Drazdauskaitė         | Lituanie           | 2 h 29 min 29 s | PB    |
| 28                 | Diana Lobačevskė           | Lituanie           | 2 h 29 min 32 s | PB    |
| 29                 | Anna Incerti               | Italie             | 2 h 29 min 38 s |       |
| 30                 | Rosaria Console            | Italie             | 2 h 30 min 09 s |       |
| 31                 | Diane Nukuri               | Burundi            | 2 h 30 min 13 s | NR    |
| 32                 | Susanne Hahn               | Allemagne          | 2 h 30 min 22 s |       |
| 33                 | Nastassia Staravoitava     | Biélorussie        | 2 h 30 min 25 s |       |
| 34                 | Sviatlana Kouhan           | Biélorussie        | 2 h 30 min 26 s |       |
| 35                 | René Kalmer                | Afrique du Sud     | 2 h 30 min 51 s |       |
| 36                 | Karolina Jarzyńska         | Pologne            | 2 h 30 min 57 s |       |
| 37                 | Souad Aït Salem            | Algérie            | 2 h 31 min 15 s |       |
| 38                 | Beata Naigambo             | Namibie            | 2 h 31 min 16 s |       |
| 39                 | Jessica Trengove           | Australie          | 2 h 31 min 17 s |       |
| 40                 | Jessica Draskau-Petersson  | Danemark           | 2 h 31 min 43 s | PB    |
| 41                 | Chung Yun-Hee              | Corée du Sud       | 2 h 31 min 58 s |       |
| 42                 | Aselefech Mergia           | Éthiopie           | 2 h 32 min 03 s |       |
| 43                 | Gladys Tejeda              | Pérou              | 2 h 32 min 07 s | PB    |
| 44                 | Freya Murray               | Grande-Bretagne    | 2 h 32 min 14 s |       |
| 45                 | Lidia Șimon                | Roumanie           | 2 h 32 min 46 s | SB    |
| 46                 | Marisol Romero             | Mexique            | 2 h 33 min 08 s |       |
| 47                 | Adriana Aparecida da Silva | Brésil             | 2 h 33 min 15 s |       |
| 48                 | Olena Burkovska            | Ukraine            | 2 h 33 min 26 s |       |
| 49                 | Kim Kum-ok                 | Corée du Nord      | 2 h 33 min 30 s |       |
| 50                 | Karina Pérez               | Mexique            | 2 h 33 min 30 s |       |
| 51                 | Erika Abril                | Colombie           | 2 h 33 min 33 s | NR    |
| 52                 | Lisa Stublić               | Croatie            | 2 h 34 min 03 s |       |
| 53                 | Maja Neuenschwander        | Suisse             | 2 h 34 min 50 s |       |
| 54                 | Andrea Mayr                | Autriche           | 2 h 34 min 51 s |       |
| 55                 | Wilma Arizapana            | Pérou              | 2 h 35 min 09 s |       |
| 56                 | Jon Kyong-Hui              | Corée du Nord      | 2 h 35 min 17 s |       |
| 57                 | Claire Hallissey           | Grande-Bretagne    | 2 h 35 min 39 s |       |
| 58                 | Wang Jiali                 | Chine              | 2 h 35 min 46 s |       |
| 59                 | Rehaset Mehari             | Érythrée           | 2 h 35 min 49 s |       |
| 60                 | Iuliia Andreeva            | Kirghizistan       | 2 h 36 min 01 s |       |
| 61                 | María Elena Espeso         | Espagne            | 2 h 36 min 12 s |       |
| 62                 | Lishan Dula                | Bahreïn            | 2 h 36 min 20 s |       |
| 63                 | Bahar Doğan                | Turquie            | 2 h 36 min 35 s |       |
| 64                 | Érika Olivera              | Chili              | 2 h 36 min 41 s | SB    |
| 65                 | Natalia Cerches            | Moldavie           | 2 h 37 min 13 s | PB    |
| 66                 | Linda Byrne                | Irlande            | 2 h 37 min 13 s |       |
| 67                 | Ivana Sekyrova             | République tchèque | 2 h 37 min 14 s |       |
| 68                 | Ava Hutchinson             | Irlande            | 2 h 37 min 17 s |       |
| 69                 | Natalia Romero             | Chili              | 2 h 37 min 47 s |       |
| 70                 | Dailín Belmonte            | Cuba               | 2 h 38 min 08 s | PB    |
| 71                 | Ana Subotić                | Serbie             | 2 h 38 min 22 s |       |
| 72                 | Sultan Haydar              | Turquie            | 2 h 38 min 26 s |       |
| 73                 | Samira Raif                | Maroc              | 2 h 38 min 31 s | SB    |
| 74                 | Kim Mi-Gyong               | Corée du Nord      | 2 h 38 min 33 s |       |
| 75                 | Remalda Kergytė            | Lituanie           | 2 h 39 min 01 s |       |
| 76                 | Lim Kyung-Hee              | Corée du Sud       | 2 h 39 min 03 s |       |
| 77                 | Slađana Perunović          | Monténégro         | 2 h 39 min 07 s | NR    |
| 78                 | Olga Dubovskaya            | Biélorussie        | 2 h 39 min 12 s |       |
| 79                 | Risa Shigetomo             | Japon              | 2 h 40 min 06 s |       |
| 80                 | Amira Ben Amor             | Tunisie            | 2 h 40 min 13 s | NR    |
| 81                 | Tanith Maxwell             | Afrique du Sud     | 2 h 40 min 27 s |       |
| 82                 | María Peralta              | Argentine          | 2 h 40 min 50 s |       |
| 83                 | Rosa Chacha                | Équateur           | 2 h 40 min 57 s | SB    |
| 84                 | Triyaningsih               | Indonésie          | 2 h 41 min 15 s |       |
| 85                 | Beata Rakonczai            | Hongrie            | 2 h 41 min 20 s |       |
| 86                 | Constantina Dita           | Roumanie           | 2 h 41 min 34 s |       |
| 87                 | Leena Puotiniemi           | Finlande           | 2 h 42 min 01 s |       |
| 88                 | Zana Jereb                 | Slovénie           | 2 h 42 min 50 s |       |
| 89                 | Ümmü Kiraz                 | Turquie            | 2 h 43 min 07 s |       |
| 90                 | Mamorallo Tjoka            | Lesotho            | 2 h 43 min 15 s | SB    |
| 91                 | Gabriela Traña             | Costa Rica         | 2 h 43 min 17 s |       |
| 92                 | Zsofia Erdelyi             | Hongrie            | 2 h 44 min 45 s |       |
| 93                 | Jane Suuto                 | Ouganda            | 2 h 44 min 46 s |       |
| 94                 | Yolimar Pineda             | Venezuela          | 2 h 45 min 16 s |       |
| 95                 | Anikó Kálovics             | Hongrie            | 2 h 45 min 55 s |       |
| 96                 | Kim Seong-eun              | Corée du Sud       | 2 h 46 min 38 s |       |
| 97                 | Vanessa Veiga              | Espagne            | 2 h 46 min 53 s |       |
| 98                 | Dace Lina                  | Lettonie           | 2 h 47 min 47 s |       |
| 99                 | Katarina Bérešová          | Slovaquie          | 2 h 48 min 11 s |       |
| 100                | Benita Willis              | Australie          | 2 h 49 min 38 s |       |
| 101                | Claudette Mukasakindi      | Rwanda             | 2 h 51 min 07 s |       |
| 102                | Otgonbayar Luvsanlundeg    | Mongolie           | 2 h 52 min 15 s |       |
| 103                | Evelin Talts               | Estonie            | 2 h 54 min 15 s |       |
| 104                | Konstadina Kefala          | Grèce              | 3 h 01 min 18 s |       |
| 105                | Ni Lar San                 | Birmanie           | 3 h 04 min 27 s |       |
| 106                | Juventina Napoleão         | Timor oriental     | 3 h 05 min 07 s | PB    |
| 107                | Caitriona Jennings         | Irlande            | 3 h 22 min 11 s |       |
| –                  | Lucia Kimani               | Bosnie-Herzégovine | –               | DNF   |
| –                  | Desiree Davila             | États-Unis         | –               | DNF   |
| –                  | Mara Yamauchi              | Grande-Bretagne    | –               | DNF   |
| –                  | Tetyana Filonyuk           | Ukraine            | –               | DNF   |
| –                  | Olivera Jevtić             | Serbie             | –               | DNF   |
| –                  | Soumiya Labani             | Maroc              | –               | DNF   |
| –                  | Sharon Tavengwa            | Zimbabwe           | –               | DNF   |
| –                  | Lornah Kiplagat            | Pays-Bas           | –               | DNF   |
| –                  | Irvette van Blerk          | Afrique du Sud     | –               | DNF   |
| –                  | Liliya Shobukhova          | Russie             | –               | DQ    |
| –                  | Yolanda Caballero          | Colombie           | –               | DQ    |
| –                  | Paula Radcliffe            | Grande-Bretagne    | –               | DNS   |

## Légende
Records et Performances
- AR : Record continental (area record)
- CR : Record des championnats (championship record)
- MR : Record du meeting (meet record)
- NR : Record national (national record)
- OR : Record olympique (olympic record)
- PR : Record paralympique (paralympic record)
- PB : Record personnel (personal best)
- SB : Meilleure performance personnelle de la saison (season's best)
- WL : Meilleure performance mondiale de l'année (world leader)
- WJR : Record du monde junior (world junior record)
- WR : Record du monde (world record)

Circonstances et Conditions
- DNF : N'a pas terminé (did not finish)
- DNS : N'a pas pris le départ (did not start)
- DQ : Disqualification (disqualification)
- NM : Aucun essai valable enregistré (No Mark)
- Q : Qualifié « directement » au prochain tour (ou à la prochaine compétition), lors d'une compétition majeure, grâce au classement ou à la réalisation des minima (automatic qualifier)
- q : Qualifié au prochain tour (ou à la prochaine compétition), lors d'une compétition majeure, grâce au repêchage ou à la réalisation de l'une des meilleures performances parmi celles des « non qualifiés directement » (grâce au meilleur temps ou à la meilleure distance par exemple) (secondary qualifier)